# Kansas (Oklahoma)
Kansas es un pueblo situado en el condado de Delaware, Oklahoma, Estados Unidos. Tiene una población estimada, a mediados de 2022, de 732 habitantes.

## Geografía
La localidad está ubicada en las coordenadas 36°12′19″N 94°47′20″O / 36.20528, -94.78889 (36.205359, -94.788945).

## Demografía
Según el censo de 2000, en ese momento los ingresos medios de los hogares de la localidad eran de $25,893 y los ingresos medios de las familias eran de $26,736. Los hombres tenían ingresos medios por $19,000 frente a los $21,771 que percibían las mujeres. Los ingresos per cápita para la localidad eran de $9,984. Alrededor del 30.8% de la población estaba por debajo del umbral de pobreza.
De acuerdo con la estimación 2017-2021 de la Oficina del Censo, los ingresos medios de los hogares de la localidad son de $28,750 y los ingresos medios de las familias son de $64,063. Alrededor del 24.2% de la población está por debajo del umbral de pobreza.